# Ноймарк, Игнац
Игнац Ноймарк (нем. Ignaz Neumark; 27 июля 1888, Плоцк — 9 февраля 1959, Гаага) — нидерландский дирижёр польского происхождения.
Родился в еврейской семье. Учился в Варшавской и Лейпцигской консерваториях, в том числе у Артура Никиша. Работал в Польше и Германии, с 1917 года в Норвегии, первоначально как пианист (в том числе в качестве аккомпаниатора певицы Калли Монрад), затем в Национальном театре. В 1919 году в результате конфликта в театре из его состава выделился Филармонический оркестр Осло, и Ноймарк на протяжении первого сезона был его соруководителем вместе с Юханом Хальворсеном и Георгом Шнеевойгтом, затем в сезоне 1920—1921 годов только с Шнеевойгтом. Значимая часть работы Ноймарка с оркестром была связана с концертами популярной музыки и концертами для школьников, однако он внёс и свой вклад в расширение репертуара, исполняя, в частности, французскую (Эрнест Шоссон, Морис Равель) и польскую (Станислав Монюшко, Людомир Ружицкий) музыку; под руководством Ноймарка прозвучала премьера скрипичного концерта Ивера Холтера.
В 1921 году перебрался в Нидерланды, руководил летними сезонами Резиденц-оркестра в Схевенингене. Среди солистов, выступавших здесь с ним, были, в частности, Лили Краус, Золтан Секей и Игнац Фридман. Избежав фашистской оккупации Нидерландов, с 1940 года работал в Палестине с Палестинским симфоническим оркестром. По окончании Второй мировой войны вернулся в Нидерланды и руководил курортными концертами Резиденц-оркестра вплоть до выхода на пенсию в 1953 году. Выступал также с другими нидерландскими оркестрами, в 1950-е годы осуществил несколько записей с Утрехтским симфоническим оркестром (Большая симфония Франца Шуберта, Героическая симфония Людвига ван Бетховена, «Смерть и просветление» Рихарда Штрауса).